# Adolf Christiernson
Adolf Christian Johan Christiernson, född 5 oktober 1875 i Uleåborg, Finland, död 2 november 1958 i Raus församling, Malmöhus län, var en svensk redaktör och riksdagsman.
Christiernson var ursprungligen typograf, och var journalist i Arbetet 1900–1907. Därefter blev han redaktör för Skånska socialdemokraten 1907–1917. Christiernson var ledamot av Sveriges riksdags andra kammare 1906–1913 och 1914–1917, invald i Helsingborgs stads valkrets. Han var även ledamot av Försvarsberedningen 1911–1914. Christiernson kallades "Lukas", och tillhörde ursprungligen SAP, men uteslöts p.g.a. sina aktivistiska tendenser ur partiet 1917, främst på grund av sina sympatier för 1914 års försvarsreform. I andrakammarvalet 1917 ställde han upp i Helsingborgs, Landskrona och Lunds valkrets under beteckningen "Fria gruppen" - det genererade 859 röster, men inget riksdagsmandat.
Han var ledamot av Bankoutskottet från 1910. Åren 1917–1919 var han verkställande ledamot av Bränslekommissionen, och 1918–1924 vice ordförande försäkringsaktiebolaget Bore, och var därefter verksam inom den kooperativa rörelsen.
Adolf Christiernson var stiftande medlem av Klubben Brunkeberg. Han är begravd på Donationskyrkogården i Helsingborg.